# Verkstad
Verkstad är en arbetslokal för hantverksmässiga mekaniska konstruktioner eller reparationer, alternativt en mekanisk industri.
Verkstaden utför konstruktions- eller reparationsarbeten. Snickarverkstäder, bilverkstäder och mekaniska verkstäder nämns ofta. Begreppet verkstadsmässig betecknar metod anpassad för verkstadsbruk.

## Galleri

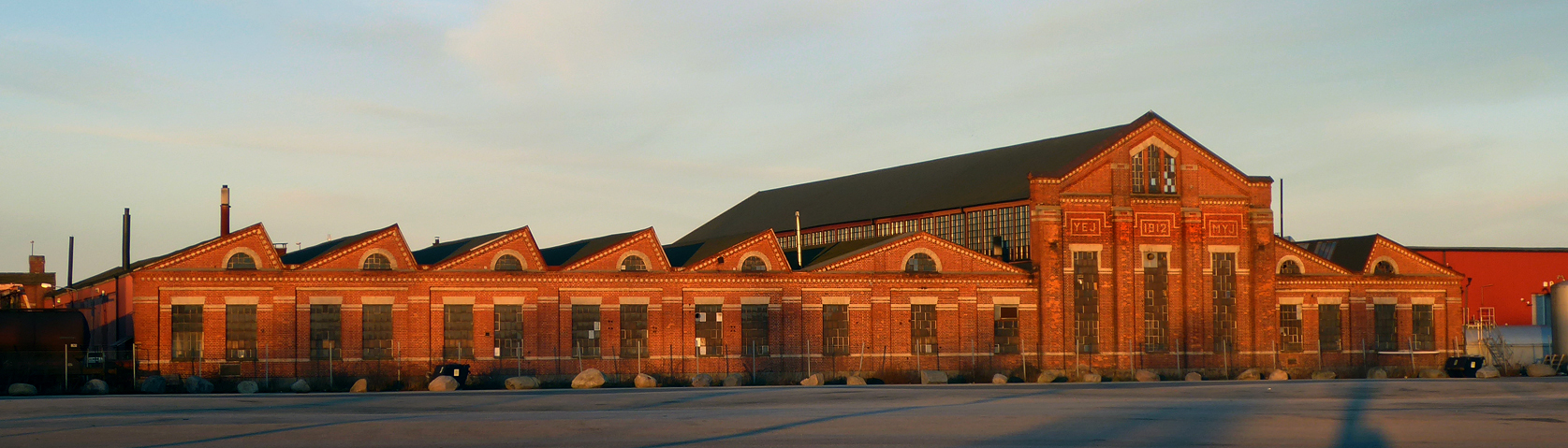
Järnvägsverkstad, byggd 1912 för service av Ystad - Eslövs Järnväg och Malmö - Ystads Järnväg, se initialer på byggnaden.
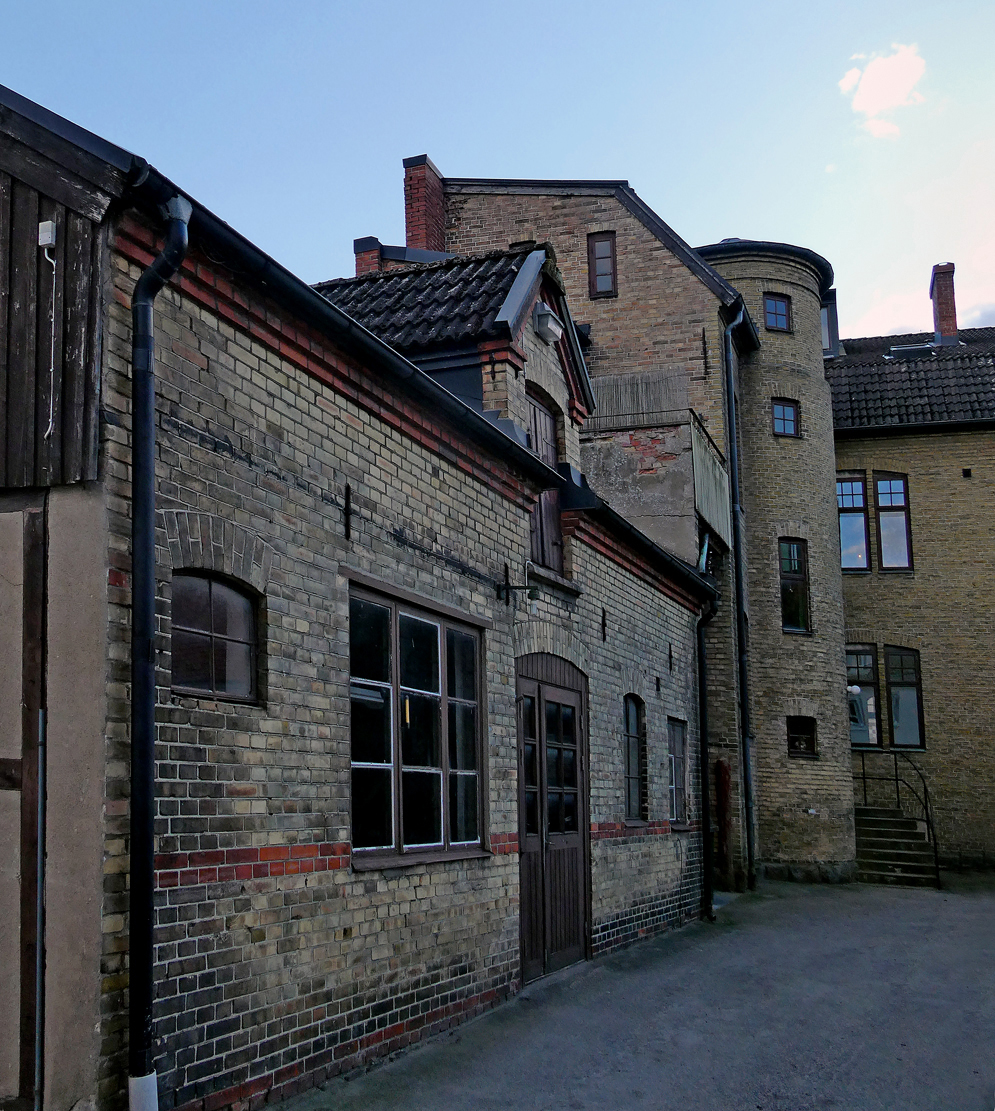
En gammal fastighet i centrala Ystad som under många år var cykelverkstad.
Svenskt vägmärke för Verkstad.